# Hymenocephalus (Plantae)
Hymenocephalus, monotipski biljni rod iz porodice glavočika. Jedina vrsta je iranski endem H. rigidus. 
Po imenu ovog roda nazvan je štetnik Uroleucon hymenocephali.